# Milton Rosen
Milton Rosen (New York, 2 augustus 1906 – Kailua (Hawaï), 28 december 1994) was een Amerikaanse componist, vooral van filmmuziek.

## Biografie
Hij speelde reeds vroeg viool en studeerde orkestratie en compositie aan het Institute of Musical Art in New York onder de Italiaanse componist Pietro Floridia en de uitgeweken Russische dirigent Vladimir Bakaleinikov. In de jaren 1930 schreef hij enkele klassieke werken waaronder Fantasie Americana voor piano en orkest en A Columnist Suite voor viool en piano (1934, met David Zeikel). Hij werkte ook voor de radio en het muziektheater, vooral als orkestrator en arrangeur. 
In 1939 ging hij naar de muziekdivisie van Universal Pictures, waar hij op een korte onderbreking na, bleef tot 1973. Vanaf 1950 was hij assistent van het hoofd van deze divisie. Hij schreef meer dan 150 liedjes en werkte mee als componist, arrangeur, dirigent of supervisor aan rond de 300 korte en langspeelfilms, vaak westerns of avonturenfilms, en commercials.

## Films (selectie)
Enkele films waarvoor hij liedjes en muziek aanleverde zijn:
- Arizona Cyclone (1941)
- Tangier (1946)
- The Spider Woman Strikes Back (1946)
- Pirates of Monterey (1947)
- Mystery Submarine (1950)
- Francis Goes to West Point (1952)
- Take Me to Town (1953)
- Meet Me at the Fair (1953)
- The Great Sioux Uprising (1953)
- The Glass Web (1953)
- Seminole (1953)
- City Beneath the Sea (1953)
- The Far Country (1954)